# Chodoriv
Chodoriv (in ucraino Ходорів?) è una città dell'Ucraina (8 954 abitanti) situata nel distretto di Stryj, nell'oblast' di Leopoli. Ospita l'amministrazione della comunità territoriale di Chodoriv, una delle comunità territoriali dell'Ucraina.
Fino al 18 luglio 2020 Chodoriv apparteneva al distretto di Žydačiv, abolito come parte della riforma amministrativa dell'Ucraina, che ha ridotto a sette il numero dei distretti dell'oblast' di Leopoli. L'area del distretto di Žydačiv è stata fusa nel distretto di Stryj.